# 间位

在化学中，间位，英文：meta是一个前缀，用于IUPAC 命名法中的系统名称。它有几个含义。
- 在有机化学中，间位表示芳香族环状化合物中取代基的位置。取代基在1,3-位的取代位置被称为间位，例如在间苯二酚中。
- Meta除了表示间位，还可表示一系列酸、盐或有机衍生物的脱水衍生物。例如：
  - 焦亚硫酸盐: 2分子的亚硫酸氢盐( HSO−
3 ) → 1分子的焦亚硫酸盐S
2O2−
5  +H
2O
  - 偏磷酸：3分子的正磷酸H
3PO
4  → 1分子的三偏磷酸 ( H
3P
3O
9 ) + 3H
2O。
  - 偏锑酸，锑酸的脱水形式 ( H
3SbO
4), 是HSbO
3。[2]